# Tommy Aaron
Thomas Dean Aaron (Gainesville, Geórgia, 22 de fevereiro de 1937), foi um jogador profissional de golfe dos Estados Unidos. Aaron é mais conhecido por ganhar o Torneio de Masters de 1973.

## Primeiros anos
Aaron nasceu em Gainesville, Geórgia. Ele começou a jogar golfe aos 12 anos e ganhou dois títulos de Amador da Georgia, dois eventos Amadores do Sudeste e dois títulos do Georgia Open, apesar de não ter um campo de golfe em sua cidade natal.

## Títulos

### Torneios Major´s (1)
| Ano  | Campeonato       | Resultados             | Margem   | Vice-campeão |
| ---- | ---------------- | ---------------------- | -------- | ------------ |
| 1973 | Masters de Golfe | -5 (68-73-74-68 = 283) | 1 tacada | JC Snead     |